# Bombus rubriventris
Bombus rubriventris är en biart som beskrevs av Amédée Louis Michel Lepeletier 1835. Den ingår i släktet humlor och familjen långtungebin. Arten antas vara utdöd. Inga underarter finns listade.

## Beskrivning
Pälsen är till största delen svart, med gråa spetsar på bakkroppens hår. Tergiterna nummer 2 till 4 har dock klarröd behåring. Vingarna är mörkbruna. Färgmönstret påminner om Bombus excellens, men denna art har betydligt längre behåring.

## Utbredning och status
Humlan beskrevs av Amédée Louis Michel Lepeletier år 1835 (Integrated Taxonomic Information System (ITIS) anger 1836), men den kan mycket väl ha upptäckts mer än 20 år tidigare. Beskrivningen är emellertid något dunkel; Brasilien anges som fyndland, men den exakta lokalen är osäker. Dominikanska republiken har även föreslagits som fyndland. Senare data gör det emellertid troligt att fyndet gjordes någonstans i den brasilianska delen av Atlantskogen.
Något mer fynd har inte gjorts, och flera forskare har därför antagit att arten är utdöd. På grund av osäkerheten om den exakta fyndorten, har emellertid Integrated Taxonomic Information System (IUCN) tills vidare valt att beteckna den som akut hotad (CR).